# Фузионизм

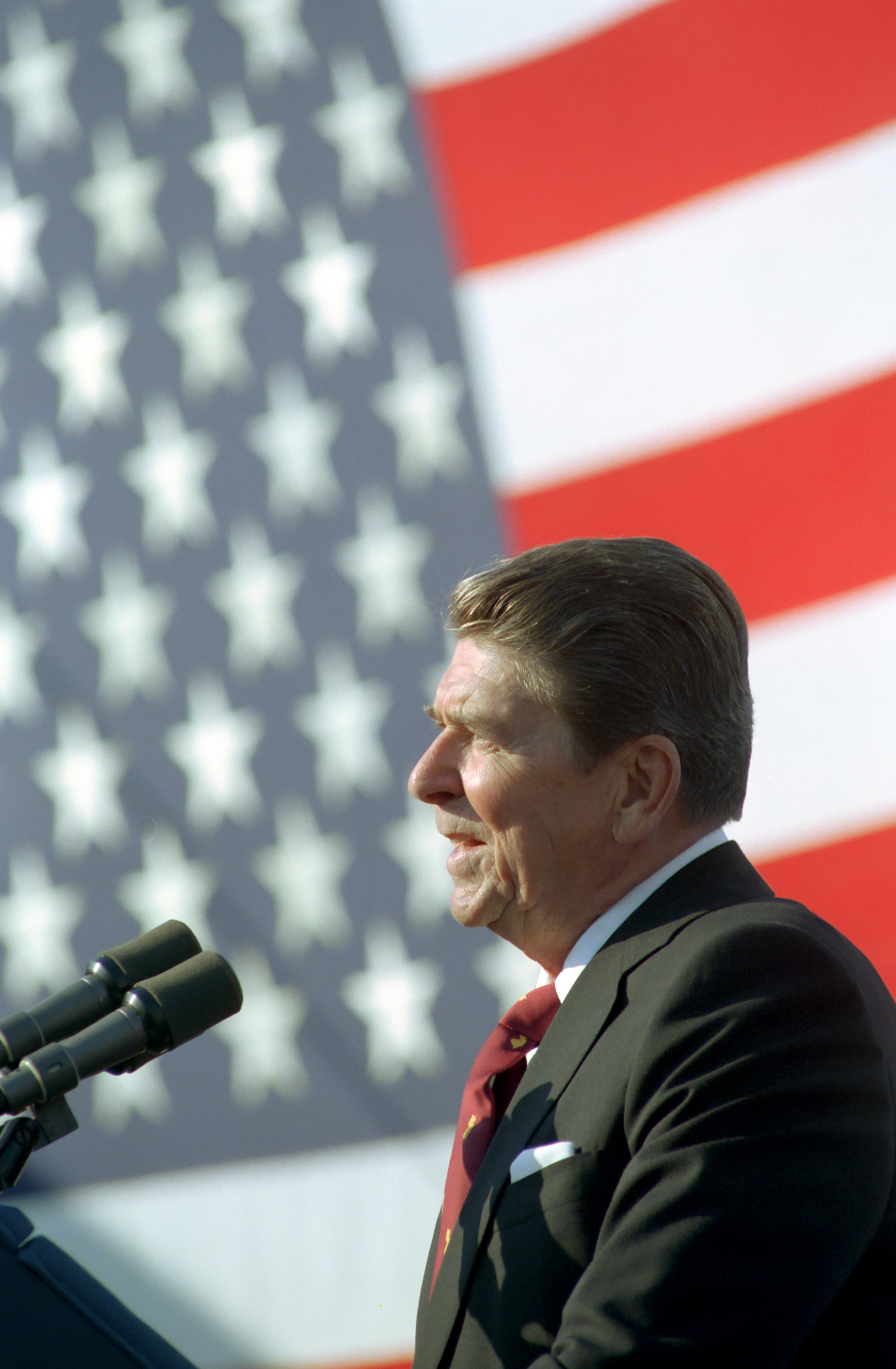
Рональду Рейгану удалось объединить вокруг себя различные фракции американского правого крыла.

В американской политике фузионизм (англ. fusionism) — это философское и политическое сочетание или «слияние» традиционалистского и социального консерватизма с политическим и экономическим правым либертарианством. Фузионизм сочетает в себе «свободный рынок, социальный консерватизм и воинственную внешнюю политику». Хотя оба эти принципа традиционно консервативны, равное внимание к традиционной морали и свободным рынкам является характерной чертой фузионизма. Философия фузионизма наиболее тесно связана с Фрэнком Мейером.

## Основы и позиции
Философия фузионизма была разработана в журнале National Review в 1950-х годах под редакцией Уильяма Ф. Бакли-младшего и наиболее отождествляется с его помощником Фрэнком Мейером. Как рассказывал сам Бакли, он «был посредником» между «необычайной смесью» либертарианцев, традиционных консерваторов и антикоммунистов при создании идей и трудов, которые составили современный консерватизм. Он определил синтез, осуществлённый Мейером как наилучшее решение для определения консерватизма.
В своей самой известной книге In Defense of Freedom Мейер определил свободу в том, что Исайя Берлин назвал бы «отрицательными» терминами, как минимизацию использования принуждения государством в его основной роли предотвращения вторжения свободы одного человека в свободу другого. Государство должно защищать свободу, но оставлять добродетель отдельным лицам. У государства есть только три законные функции — полиция, армия и управление правовой системой, все они необходимы для контроля над принуждением, которое безнравственно, если не ограничено. Добродетель имеет решающее значение для общества, а свобода должна быть уравновешена ответственностью, но обе по своей сути индивидуальны по форме. Принудительные ценности не могут быть добродетельными. Свобода сама по себе не имеет цели, не имеет внутренней цели. Свобода не абстрактна и не утопична, как у утилитаристов, которые также делают свободу целью, а не средством. В реальном обществе традиционный порядок и свобода могут существовать только вместе. Решение — философский синтез как свободы, так и традиции, решение дилеммы — «схватить её за оба рога» и принять напряжение между ними.
Рональд Рейган, 40-й президент США и самый известный сторонник фузионизма, дал своё изложение идеям, синтезированные Мейеров, в качестве принципов консервативного движения:
Именно Фрэнк Мейер напомнил нам, что крепкий индивидуализм американского опыта является частью более глубокого течения западного обучения и культуры. Он указал, что уважение к закону, признание традиций и уважение к общественному консенсусу, которые дают стабильность нашим государственным и частным институтам, эти цивилизованные идеи должны по-прежнему мотивировать нас, даже если мы стремимся к новому экономическому процветанию, основанному на сокращении вмешательства правительства в рынок. Наши цели дополняют друг друга. Мы не сокращаем бюджет просто ради более разумного финансового управления. Это только первый шаг к возвращению власти штатам и сообществам, только первый шаг к переустройству отношений между гражданином и правительством. Мы можем снова сделать правительство отзывчивым к народу, сократив его размер и сферу деятельности и тем самым гарантируя, что его законные функции будут выполняться эффективно и справедливо. Поскольку наша философия правительства является последовательной, мы можем быть предельно ясны: у нас нет отдельной социальной повестки дня, отдельной экономической повестки дня и отдельной иностранной повестки дня. У нас одна повестка дня. Так же, как мы стремимся привести в порядок наши финансы и восстановить обороноспособность нашей страны, мы стремимся защитить нерожденных, положить конец манипулированию школьниками со стороны утопических планировщиков и разрешить признание Высшего Существа в наших классах, так же как мы допускаем такое признание в других государственных учреждениях.

## История
Фузионизм достиг своего пика во время президентства Рональда Рейгана, 
который после поражения Джеральда Форда на выборах 1976 года возглавил республиканцев и смог сплотить вокруг себя ранее разделённых экономических и социальных консерваторов. Придя на пост президента в 1981 году, он встретился с консервативными лидерами со всей стране в Вашингтоне и напомнил им об их интеллектуальных корнях. Перечислив «таких интеллектуальных лидеров, как Расселл Кирк, Фридрих Хайек, Генри Хэзлитт, Милтон Фридман, Джеймс Бёрнхэм [и] Людвиг фон Мизес» как тех, кто «сформировал так много наших мыслей», он подробно остановился только на одном из тех кто повлиял на современный консерватизм:
Особенно трудно поверить, что всего лишь десять лет назад, холодным апрельским днём на небольшом холме в северной части штата Нью-Йорк, был похоронен ещё один из этих великих мыслителей, Фрэнк Мейер. Он проделал ужасный путь, который прошли многие другие: он вырвался из тисков «[коммунистического] Бога, который потерпел неудачу», а затем в своих трудах создал новый энергичный синтез традиционной и либертарианской мысли — синтез, который сегодня многие признают современным консерватизмом.
Нового пика фузионизм достиг сразу после захвата Конгресса республиканцами в 1994 году. Но президентство Джорджа Буша-младшего положило конец фузионизму. В то время как социально-консервативный элемент Республиканской партии был на подъёме (по крайней мере, в отношении внутренней политики) увеличение расходов возмутило традиционных и фискальных консерваторов, а также либертарианцев. Кроме того, давняя напряженность между неоконсерваторами и палеоконсерваторами выплеснулась наружу после начала войны в Ираке.
После поражения Республиканской партии на промежуточных выборах 2006 года некоторые призывали к новому «слиянию» между либертарианцами и либералами в Демократической партии, чтобы решить проблему, которая рассматривалась как растущее вмешательство правительства в частную деятельность. Финансовый кризис 2007—2008 годов и результаты выборов 2008 года вновь обострили напряжённость между либертарианцами и социальными консерваторами с центристскими экономическими взглядами.
Сторонники «слияния» склонны рассматривать непопулярность «сострадательного консерватизма» Джорджа Буша-младшего, например, в его новой программе льготных рецептурных лекарств, и последующее поражение его партии от демократа Барака Обамы в 2008 и 2012 годах, как причины, требующие обновления «слияния», если консерваторы когда-либо вернутся к власти.
Долгосрочные сдвиги в американском консервативном мышлении после избрания Дональда Трампа были описаны как «новое слияние» традиционной консервативной идеологии и правопопулистских тем. Они привели к сдвигам в сторону большей поддержки национального консерватизма, протекционизма, культурного консерватизма, более реалистичной внешней политики, конспирологической субкультуры, отказа от неоконсерватизма, сокращения усилий по сворачиванию программ социальных пособий и пренебрежения к традиционной системе сдержек и противовесов

## Критика
Традиционно-консервативный философ Рассел Кирк, цитируя выражение Т. С. Элиота, назвал либертарианцев «щебечущими сектантами». Он писал, что хотя консерваторы и либертарианцы разделяют оппозицию коллективизму, тоталитарному государству и бюрократии, в остальном у них нет ничего общего. Кирк назвал либертарианское движение «идеологической кликой, вечно разделяющейся на секты, ещё более мелкие и странные, но редко объединяющиеся». Утверждая разделение между верующими в «некий трансцендентный моральный порядок» и «утилитаристами, не признающими никаких трансцендентных санкций за поведение», он включил либертарианцев в последнюю категорию. Кирк подверг сомнению «слияние» между либертарианцами и традиционными консерваторами, которое было характерно для консерватизма в Соединённых Штатах после Второй мировой войны.
Кирк также ругал либертарианцев за то, что они считали капитализм абсолютным благом, утверждая, что экономический личный интерес недостаточен для поддержания экономической системы в целостности, и ещё менее пригоден для сохранения порядка. Он писал, что, прославляя личность, свободный рынок и борьбу за материальный успех, либертарианство ослабляет сообщество, поощряет материализм и подрывает уважение к традициям, любви, обучению и эстетике, которые, по его мнению, являются важнейшими компонентами истинного сообщества.
Автор Карл Богус заявил, что между либертарианцами и традиционными консерваторами существуют фундаментальные различия: либертарианцы хотели, чтобы рынок был максимально нерегулируемым, в то время как традиционные консерваторы считали, что крупный бизнес, если его не ограничивать, может обеднить национальную жизнь и поставить под угрозу свободу. Либертарианцы также считали, что сильное государство будет угрожать свободе, в то время как традиционные консерваторы считали, что для обеспечения свободы необходимо сильное государство, правильно построенное для того, чтобы гарантировать, что ни в одной ветви власти не будет сосредоточено слишком много власти.
С 2014 года фузионизм подвергается серьёзным нападкам, особенно со стороны католических интегралистов и постлибералов. В 2018 году эта критика была подхвачена и основными консервативными комментаторами.